# Heinrich Gustav Hotho
Heinrich Gustav Hotho (Berlino, 22 maggio 1802 – Berlino, 25 dicembre 1873) è stato un filosofo e storico dell'arte tedesco.
Nell'infanzia rimase colpito per due anni da cecità, in conseguenza di un attacco di morbillo. Riuscì a recuperare gli anni di studio perduti, tanto da ottenere la laurea in filosofia nell'Università di Berlino nel 1826. In un anno di viaggi, visitò Parigi, Londra e i Paesi Bassi, appassionandosi all'arte.
A Berlino, nel 1829, fu professore di estetica  e di storia dell'arte; nel 1833 fu anche assistente nel museo berlinese.
In una lunga e operosa vita, divisa fra compiti letterari e ufficiali, la sua maggiore ambizione fu quella degli studi storici: sviluppando le teorie estetiche di Hegel - fu un autorevole esponente della Destra hegeliana - dal 1842 diede un importante contributo allo studio della pittura tedesca e fiamminga; dal 1853 al 1858 revisionò parte di quest'opera, pubblicando "La scuola di Hubert van Eyck e i suoi precursori e contemporanei tedeschi".
Rimase invece incompiuta una sua storia della pittura cristiana, mentre modesta rimane la sua conoscenza della pittura italiana. 